# Copestylum breve
Copestylum breve är en tvåvingeart som först beskrevs av Giglio-tos 1892.  Copestylum breve ingår i släktet Copestylum och familjen blomflugor. Inga underarter finns listade i Catalogue of Life.